# カイワリ

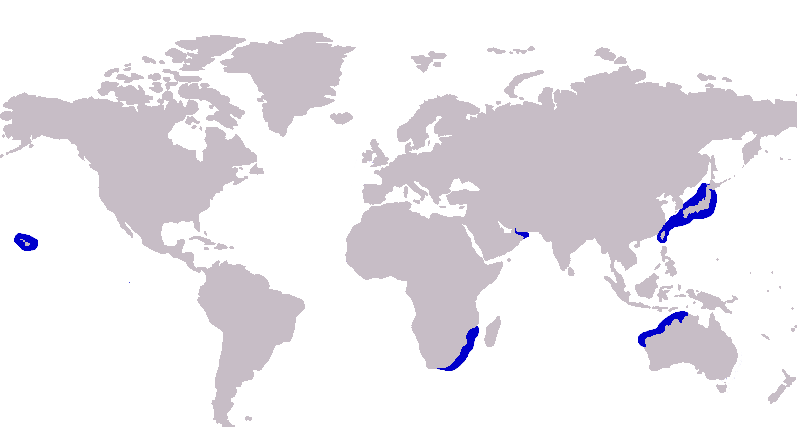
インド太平洋の熱帯・温帯海域から南東太平洋のイースター島沿岸、大西洋のアフリカ南西部沿岸まで分布する。日本近海では、太平洋側で宮城県、日本海側で能登半島以南に分布する。

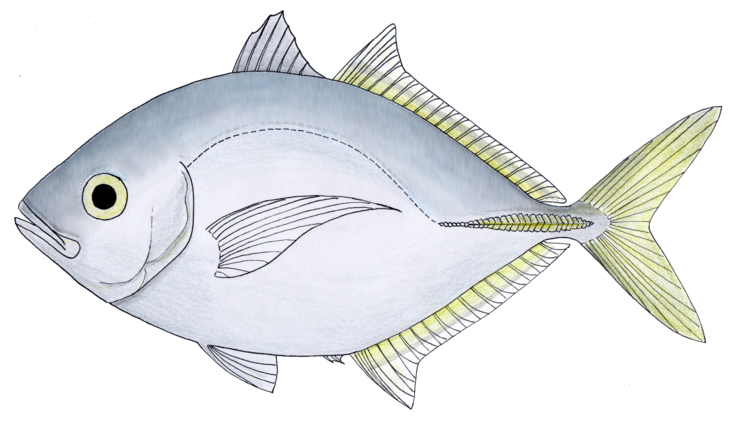
カイワリ（貝割）

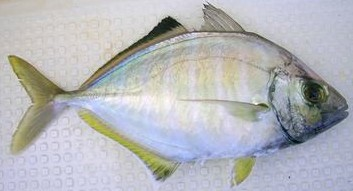
カイワリ（貝割）

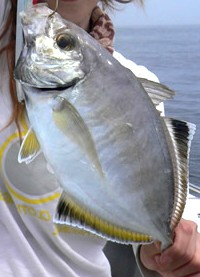
カイワリ（貝割）は、時々、釣り師によって釣られる。

カイワリ（貝割、学名 Kaiwarinus equula ）は、スズキ目アジ科に属する海水魚の一種。インド太平洋の暖海域に分布するアジで、食用に漁獲される。

## 名称
日本での地方名はヒラアジ（石川県・関西・福岡県・長崎県）、シマアジ（京都府・和歌山県・愛媛県）、メッキ（和歌山県・長崎県）、オキアジ（鳥取県）等があるが、本種だけでなく類似種との混称で呼ばれる場合が多い。また鳥取県の「オキアジ」はこれを標準和名とする別種のアジがいる。
ヨロイアジ属に分類されていることもあり、Carangoides equulaとされることもあるが、現在ではヨロイアジ属は多系統群であり、従来Carangoides属の種はそのほとんどがクボアジ属やナンヨウカイワリ属などとされている。

## 特徴
全長は20 - 30センチメートルほどで、大型個体は40センチメートル前後に達する。アジ類としては小型から中型の部類である。体高が高くて側扁し、全体の形は菱形、または楕円形である。第二背鰭と尻鰭に幅広い黒褐色の縦帯が1本あり、鰭の先端は白く縁取られる。体側を走る側線のカーブは大きく、第二背鰭の第15軟条下から直走する。直走部の稜鱗は他のアジ類と同様に上下にやや広く発達する。幼魚期には体側に6本の暗褐色の横帯があるが、成長すると消失し、背中は青色、体側から腹はほぼ一様な銀灰色になる。また口内には寄生性の等脚類シマアジノエが寄生していることが多い。
シマアジ、ギンガメアジ、カッポレ等の小型個体と混同されがちだが、本種は1メートルに迫るほどの大型にはならないこと、第二背鰭と臀鰭に縦帯があること、鰓蓋後縁上部に黒色斑紋が無いこと、側線の直走部が短いこと等で区別できる。
インド太平洋の熱帯・温帯海域から南東太平洋のイースター島沿岸、大西洋のアフリカ大陸南西部沿岸まで分布する。日本近海では、太平洋側で宮城県、日本海側で能登半島以南に分布する。
沿岸の浅場から水深200メートルまでの砂泥底に生息する。食性は肉食性で、海底の多毛類や小型甲殻類等を砂泥ごと漏斗状の口で吸い込んで捕食する。遊泳する小魚等の小動物も捕食する。
日本近海での産卵期は9 - 11月で、分離浮遊卵を産卵する。幼魚は他の魚や大型のクラゲに寄り添って泳ぐ。

## 利用
日本近海では釣り、定置網、底引き網等の沿岸漁業で漁獲される。身は締まっているが脂も乗っており、刺身、煮魚、焼き魚、唐揚げ等様々な料理で食べられる。人や地域によってはシマアジに匹敵するほど美味とされることもある。大型のものは高級魚として、小型のものは惣菜魚として扱われる。
出回り量が少ないため「幻の魚」と呼ばれるが、マアジとかけ合わせた品種の養殖が日本で2024年に始まっている。。